# Шилпа-шастра
Ши́лпа-ша́стра (санскр. शिल्प शास्त्र, IAST: śilpa śāstra) — термин, которым называют группу трактатов по индуистской иконографии и храмовой архитектуре. В «Шилпа-шастрах» описываются пропорции и стандарты изготовления индуистских храмовых божеств и руководства по строительству и проектировке индуистских храмов. Одной из «Шилпа-шастр» является трактат по архитектуре «Васту-шастра». В некоторых источниках «Шилпа-шастры» причисляются к упаведам. Учёные датируют «Шилпа-шастры» периодом с V по XII век.